# Qian Gorlos
Qian Gorlos (chiń.: 前郭尔罗斯蒙古族自治县; pinyin: Qiánguō’ěrluósī Měnggǔzú Zìzhìxiàn) – mongolski powiat autonomiczny w północno-wschodnich Chinach, w prowincji Jilin, w prefekturze miejskiej Songyuan. W 1999 roku liczył 551 988 mieszkańców.